# Kyurkyun
Kyurkyun är en ort i Azerbajdzjan.   Den ligger i distriktet Quba Rayonu, i den nordöstra delen av landet, 170 km nordväst om huvudstaden Baku. Kyurkyun ligger 1 016 meter över havet och antalet invånare är 283.
Terrängen runt Kyurkyun är kuperad. Närmaste större samhälle är Quba, 12,9 km öster om Kyurkyun. 
Omgivningarna runt Kyurkyun är en mosaik av jordbruksmark och naturlig växtlighet. Runt Kyurkyun är det ganska glesbefolkat, med 48 invånare per kvadratkilometer.